# Loewia nudigena
Loewia nudigena là một loài ruồi trong họ Tachinidae.